# 헬렌 (프로게이머)
헬렌(본명: 최준영, 1999년 3월 22일 ~ )은 대한민국의 전직 카트라이더 러쉬플러스 프로게이머이다. 선수 시절 아이디는 HELLEN이다.

## 선수 시절
2021년 6월 4일, NTC 크리에이터즈에 입단하여 프로 커리어를 시작했다. 2021-1 시즌 팀전 우승, 개인전 4위를 달성했다. 2021-2 시즌 팀전 우승을 달성했다. 이후 팀이 해체되었다.
2022시즌을 앞두고 Flush에 입단했다. 2022-1 시즌 팀전 7위, 개인전 5위를 기록했다. 이후 팀이 해체되었다.
2022년 7월 13일, SGA 인천에 입단했다. 2022-2 시즌 팀전 우승, 개인전 11위를 달성했다. 2022 KLC에 참가하여 팀전 우승을 달성했다. 이후 팀에서 퇴단했다.
2023년 6월, SGA 인천 소속으로 활동한다. 2023 KLC에 참가하여 팀전 3위를 달성했다.

## 소속팀
| # | 팀명             | 소속 기간                 | 소속 리그  | 비고 |
| - | ---------------- | ------------------------- | ---------- | ---- |
| 1 | NTC 크리에이터즈 | 2021.06.04. ~ 2021.12.21. | KRPL       |      |
| 2 | Flush            | 2022                      | KRPGP KRPL |      |
| 3 | SGA 인천         | 2022.07.13. ~ 2023.03.28. | KRPL       |      |
| 4 | 지리산우렁쌈밥   | 2023                      | KRPGP      |      |
| 5 | SGA 인천         | 2023                      |            |      |
| 6 | Optimal          | 2023                      | KRPGP      |      |

## 수상 내역
공식 대회 우승 7회
- 2021 신한은행 헤이영 카트라이더 러쉬플러스 리그 시즌 1 팀전 우승 (NTC 크리에이터즈)
- 2021 신한은행 헤이영 카트라이더 러쉬플러스 리그 시즌 2 팀전 우승 (NTC 크리에이터즈)
- 2022 신한은행 쏠 카트라이더 러쉬플러스 리그 시즌 2 팀전 우승 (SGA 인천)
- 2022 카트라이더 러쉬플러스 레전드 챔피언십 팀전 우승 (SGA 인천)
- 2023 카러플 그랑프리 시즌 1 팀전 우승 (지리산우렁쌈밥)
- 2023 카러플 그랑프리 시즌 1 개인전 우승
- 2023 카트라이더 러쉬플러스 레전드 챔피언십 팀전 3위
- 2023 카러플 그랑프리 시즌 2 팀전 우승 (Optimal)